# Aleksandra Pivec
Aleksandra Pivec, née le 26 mars 1972 à Ptuj, est une femme politique slovène.

## Biographie
Elle est ministre de l'Agriculture, des Forêts et de l'Alimentation du 13 septembre 2018 au 15 octobre 2020 au sein des gouvernements Šarec et Janša III.
Elle devient vice-présidente du gouvernement le 13 mars 2020 à la suite du changement de majorité.